# 新庄子 (屏東縣)
新庄子，原寫為新庄仔，是臺灣屏東縣萬丹鄉的一個傳統地域名稱，位於該鄉南部暨東南部凸出部分的頸部。相較於今日行政區，其範圍大致包括後村村東南端、灣內村東部邊界地帶中至北段、寶厝村西南端、香社村不含北部邊界地帶中央偏東段、水泉村不含東部及西北部邊界地帶、萬生村西南部邊界地帶中央一小段、新庄村不含東部邊界地帶及東南部邊界地帶、新鐘村不含本體的東部及南端及西南端與西側飛地的南部、水仙村西南半部的西北部。
本地區境內主要聚落為新庄仔、水泉、澎湖厝、番社、下社皮，設有新庄國小。

## 歷史
台灣日治初期，新庄子地區為一街庄，稱為「新庄仔庄」（舊制街庄），隸屬於港西下里。該庄昔日西邊及北邊西側一小段與後庄仔庄為鄰，北邊大部分與保長厝庄為鄰，東北與萬丹庄為鄰，東邊為鳳山厝庄，東南邊及南邊東段為興化廍庄，南邊中段為瓦磘仔庄、南邊西段及西南邊一小段與田洋仔庄為界。
1901年（日治明治三十四年）11月11日，全台廢縣廳改設二十廳，該庄隸屬於阿猴廳。1904年（明治三十七年）4月15日，該庄編入「新庄仔區」，隸屬於阿猴廳。1905年（明治三十八年）4月1日，阿猴廳改稱「阿緱廳」。1909年（明治四十二年）10月25日，全台合併二十廳為十二廳，新庄仔區仍隸屬於阿緱廳。1920年（大正九年）10月1日，全台地方制度大改正，廢十二廳改設五州二廳，該庄改制並雅化為「新庄子」大字，隸屬於高雄州東港郡萬丹庄（新制街庄）。
戰後萬丹庄改制為萬丹鄉，隸屬於高雄縣，大字亦改制為村。1946年（民國35年）4月，萬丹鄉劃入省轄屏東市，改制為萬丹區，村亦改制為里。1950年（民國39年）10月1日，高、屏分治，萬丹區改制為萬丹鄉，並改隸屬於屏東縣，里亦改制為村。

## 聚落
本地區發展較早的聚落為新庄仔、水泉、澎湖厝、番社、下社皮，在日治初期的官方地圖上已有記載。

## 交通
省道台88線是「東西向快速公路－高雄潮州線」，經過本地區中部略偏東北地帶，並在本地區路段設有平面側車道（縣道188號），而且在省道台27線交會處設有萬丹交流道。由此可快速前往台88線沿線各地，或銜接國道1號、國道3號。
省道台27線是荖濃至烏龍的幹道，經過本地區東北部凸出部分北端暨澎湖厝聚落及本地區中西部暨番社聚落。由該道路北行可前往萬丹鄉萬丹市區、屏東市、九如鄉/長治鄉交界地帶、鹽埔鄉等地；南行可前往新園鄉，並止於烏龍聚落南郊的省道台17線路口。
縣道188號是五甲至竹田的道路，在本地區路段為省道台88線的平面側車道。由該道路西行可前往高雄市大寮區、鳳山區南部，並止於市道183號路口；東行可前往竹田鄉，並止於縣道189號路口。
鄉道屏53線是社皮至水泉的道路，其南側端點（終點）位於本地區北部邊界地帶的省道台27線路口，由此向西北西會經過本地區的下社皮聚落北郊。該道路在地區的部分路段與鄉道屏56線共線。
鄉道屏54線是灣仔內至新鐘的道路，其東側端點（終點）位於本地區東部偏南、新庄仔聚落的鄉道屏59線路口，由此向西會經過本地區的番社聚落。
鄉道屏55線是香社至山仔腳的道路，其北側端點（起點）位於本地區南部邊界地帶偏西、番社聚落東南側的省道台27線路口。
鄉道屏56線是後庄仔至渡船頭的道路，經過本地區的下社皮、新庄仔等聚落。該道路在地區的部分路段與鄉道屏53線共線。
鄉道屏56-1線是下社皮至萬丹的道路，其西南側端點（起點）位於本地區西北部、下社皮聚落北郊的鄉道屏53線暨鄉道屏56線轉角路口。
鄉道屏59線是萬丹至甘棠門的道路，經過本地區東部的澎湖厝、水泉、新庄仔等聚落。
鄉道屏61線是新鐘至興化部的道路，其北側端點（起點）位於本地區東南部、新庄仔聚落南郊的鄉道屏59線路口。

## 學校
- 新庄國小
- 新庄國小附設幼稚園
- 萬新國中

## 公務機關
- 屏東縣政府警察局屏東分局新鐘派出所